# 黄美诗
黄美诗（Cindy Wong，1988年7月2日—），马来西亚歌手、童星，祖籍海南，曾与另3位差不多同龄的歌手——陈静宜、郭素妘及刘丽芝组成“Girls 4 U 四美少女”。
2019年正式复出，并加盟e势家族，現在她做《時尚服裝》。

## 作品

### 发行专辑
1. 《黄美诗 老师早安》1997
2. 《黄美诗 春到花开许心愿》 1998
3. 《黄美诗 小叮当》
4. 《黄美诗&郑仪 双星飞跃新岁 恭喜发财发大财》1999
5. 《黄美诗 世界真细小》
6. 《黄美诗&郑仪 双星迎春贺千禧 接财神》2000
7. 《黄美诗 有一个姑娘》
8. 《黄美诗 &郑仪 经典民歌专辑》
9. 《黄美诗&郑仪 双星贺新岁 正月里来是新年》2001
10. 《黄美诗 山地风 娜奴娃情歌》
11. 《黄美诗 新年起床歌》2002
12. 《黄美诗 又是新的一年》2003
13. 《黄美诗 青春的蜕变 悄悄喜欢你》
14. 《黄美诗 欢乐迎新岁 新年皆大欢喜》2004
15. 《GIRLS 4U四美少女- 新年娃哈哈》 2005
16. 《GIRLS 4U四美少女 -千家万户喜洋洋》2006
17. 《爱上你的网》2006年5月
18. E势家族第一炮！《爱·新年》 2019
19. E勢8大巨星齊賀歲《愛你愛妳春花開》2020

## 电视剧
- 2002年《劲爆！新春发发发》
  - 演员：张帝、陈今佩、林淑娟、钟耀南、洪小凌、胡慧萍、黄美诗等。